# شرمن بوث

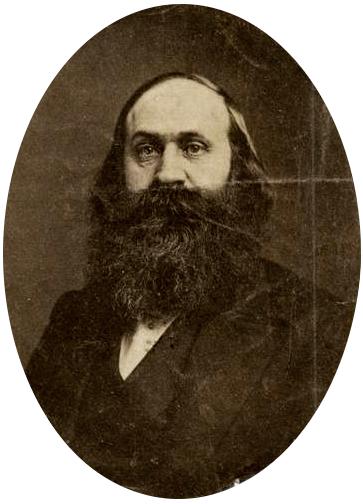
شرمن بوث

شرمن میلر بوث (Sherman Miller Booth)‏ (۲۵ سپتامبر ۱۸۱۲ – ۱۰ اوت ۱۹۰۴)، از طرفداران الغای بردگی، ویراستار و سیاستمدار ایالت ویسکانسین بود و در تشکیل حزب آزادی، حزب خاک آزاد و حزب جمهوری‌خواه نقش برازنده داشت. بوث پس از تحریک کردن به فرار از زندان یک بردهٔ فراری در تناقض با قانون بردهٔ فراری، در سطح ملی به شهرت رسید.

## اوایل زندگی و تحصیلات
شرمن بوث که در دونپورت نیویورک متولد شده بود در منطقهٔ غربی نیویورک که به‌خاطر جنبش‌های دینی و اصلاحی مختلف شهرت داشت، بزرگ شد. پدرش مخالف برده‌داری بود. شرمن در آکادمی جفرسون که در همان نزدیکی قرار درس خواند و بعدها با طور متناوب بین تدریس و کشاورزی، چندین سال در آن تدریس نمود. در سال ۱۸۳۷ رئیس سیار و سازمان‌دهندهٔ انجمن اعتدال در مصرف الکل بود. شرمن در سال ۱۸۳۷ به‌عنوان یک سخنران قانع‌کننده و پُر رونق شهرت پیدا کرد. در سال ۱۸۳۸ در دانشگاه ییل به دروس آغاز کرد و خود را به‌عنوان یک دانش‌آموز استثنایی ثابت ساخت. شرمن مکرراً کمک‌های مالی را رد نمود و در عوض تصمیم گرفت که با ادامه دادن به تدریس خود را حمایت نماید.
در سال ۱۸۳۹ شرمن همراه با سایر دانش‌آموزان به‌منظور تدریس زبان انگلیسی به آفریقایی‌های محبوس که از کشتی بردهٔ آمیستاد گرفتار شده بودند، استخدام شد. پس از این‌که آن‌ها توسط دادگاه عالی آمریکا موفق به رهایی شدند، شرمن به تدریس آن‌ها ادامه داد. دخالت شرمن در این مورد، سبب پیوستن او به جنبش گسترده‌تر الغای برده‌داری شد.

## سازمان‌دهندهٔ حزب و ویراستار
در حالی‌که بوث هنوز در کالج بود، در سال ۱۸۴۰ به سازمان‌دهی حزب آزادی کمک کرد، این حزب که طرفدار الغای برده‌داری بود، از انجمن ضد برده‌داری و خارجی آمریکایی انجیلی پا به عرصهٔ وجود گذاشت. بوث در تلاش گسترش مبارزهٔ الغای برده‌داری از کلیساها به مجالس ایالتی بود و به یکی از سازمان‌دهندگان عمدهٔ حزب برای ایالت کنتیکت تبدیل شد. بوث پس از فراغت از انجمن فی. بتا کاپا از دانشگاه ییلی در سال ۱۸۴۱، به شهر مریدن در ایالت کنتیکت رفت و با کارکنان روزنامهٔ طرفدار الغای برده‌داری کریستین فریمن پیوست و سردبیر مسئول آن شد.
درست چند روز قبل از ایالت شدن ویسکانسین در سال ۱۸۴۸، بوث و ایهابد کادینگ ویراستاریش به هدف ایجاد یک روزنامهٔ طرفدار الغای برده‌داری دیگر به‌نام آمریکن فریمن، وارد ایالت ویسکانسین شدند. بوث به زودی صاحب امتیاز انحصاری این روزنامه شد و آن را از واکیشا به میلواکی منتقل کرد و نام روزنامه را به ویسکانسین فریمن تغییر نام داد. بوث به‌عنوان دبیرکل کنوانسیون حزب آزادی که در همان سال در بوفالو در ایالت نیویورک برگزار شده بود، به شکل‌گیری حزب خاک آزاد جدید و توسعه برنامه‌های آن حزب فراتر از لغو برده‌داری به هدف ایجاد یک ائتلاف بزرگتر، کمک نمود. بوث با این انگیزه روزنامه‌اش را به ویسکانسین فری دموکرات تغییر نام داد. بوث در سال ۱۸۵۰ تصویب قانون بردهٔ فراری را محکوم نمود و با سایر طرفداران حزب آزاد ویسکانسین بر قانون‌گذاران ایالتی فشار وارد نمود تا حکم قرار احضار زندانی و محاکمهٔ بردگان فراری متهم را ارائه نمایند. بوث در سال ۱۸۵۱ لئونارد جی. فارول از حزب ویگ را ترغیب نمود تا به پُست فرمانداری کاندیدا شود که منتج به انتخاب او و قطع کنترل ایالت توسط حزب دموکرات شد.
سال ۱۸۵۴ با پیدایش لایحهٔ کانزاس - نبراسکا شروع شد که به مردم عوام اجازه تصمیم‌گیری در مورد مسئلهٔ بردگی در سرزمین‌ها را می‌داد. بوث با تقلید از سایر روزنامه‌ها لایحه را تقبیح نمود و در ۳۰ ماه ژانویه پیشنهاد داد که به‌منظور مخالفت با لایحهٔ کانزاس - نبراسکا یک کنفرانس سراسری ایالت در کاخ کنگره در مدیسون برگزار شود. بوث در جلسهٔ میلواکی در ۱۳ فوریه ریاست کمیتهٔ تصویب قطعنامه‌ها را به‌عهده داشت که این قطعنامه‌ها بعداً توسط تعداد زیادی از نشست‌های ضد نبراسکا که در سراسر ایالت برگزار شده بود از جمله گردهمایی ۲۰ مارس ریپون که منتج به ایجاد حزب جمهوری‌خواه شد، اقتباس و به تصویب رسید.

## آزادسازی گلاور
جاشو گلاور بردهٔ فراری از میسوری، در شب ۱۰ مارس سال ۱۸۵۴ در کلبهٔ خود در راسین ایالت ویسکانسین توسط پنج نفر به رهبری گارلند ارباب سابقش و یک مارشال فدرال، دستگیر شد. گلاور را بدون هیچ توضیحی به‌جبر داخل واگن کردند و به زندان در میلواکی بردند. خبر دستگیری او سریعاً پخش شد و بوث صبح روز بعد از طریق تلگرام ازین موضوع آگاهی یافت. بوث پی برد که قرار بازداشت توسط قاضی فدرال صادر شده بود و به‌خاطر ارزیابی وضعیت به زندان رفت. بوث سپس سوار بر اسب «تمامی آزادگان که مخالف برده شدن یا برده گرفتن هستند» را بسیج نمود تا به ساعت ۲ بعد از ظهر در چهارراه دادگاه در تظاهرات شرکت نمایند. در حضور تقریباً ۵٬۰۰۰ نفر جمعیت و یک‌تعدادی که از راسین می‌آمدند، بوث خطر نقض قانون را به‌صورت واضح بیان کرد اما با این‌حال جمعیت مردم را تشویق نمود تا خشم و انزجار خود را ابراز نماید. پس از تجمع انبوه مردم در زندان، بیش از صد مرد اهل راسین و کلانتر آن‌ها خواستار بازداشت مارشال فدرال به‌خاطر حمله و ضرب و جرح شدند. دادگاه فدرال تقاضای جمعیت مردم را رد نمود. پس از امتناع مکرر از پذیرش درخواست شان، جمعیت مردم ماجراجو، دروازه زندان را شکستند و گلاور به‌طور سالم به شهر به واکیشا فرار نمود. گلاور بعداً از طریق دریاچهٔ میشیگان به کانادا رفت. بوث شخصاً در نجات گلاور شرکت نکرد اما سه روز بعد در روزنامهٔ خود اعلام کرد که قانون بردهٔ فراری در ویسکانسین عملاً لغو شده‌است.

## مبارزهٔ حقوقی و سازماندهی حزب
بوث دو روز بعد به‌خاطر کمک و همدستی در آزادی یک بردهٔ فراری در تناقض با قانون بردهٔ فراری، بازداشت شد. بوث در عوض رد نقش خود در تحریک عملکرد جمعیت مردم، ادعا نمود که این قانون در مغایرت با قانون اساسی قرار دارد و به‌جای بی‌اثر اعلام کردن حق محاکمه توسط هیئت قضائی، گفت که «آرزو دارد هریک مقام فدرال در ویسکانسین را به چوبهٔ‌دار آویزان ببیند». پس از چنین سخنان تحریک‌آمیز، وینفیلد اسمیت کمیسر ایالات متحده وجه کفالت آزادی بوث را ۲۰۰۰ دلار تعیین کرد که حامیانش فوراً این مبلغ را پرداخت نمودند و بوث را آزاد کردند تا نه‌تنها به مبارزهٔ خود علیه قانون برده‌داری ادامه دهد، بلکه دوباره به نفع کنواسیون ضد برده‌داری سراسری ایالت، سرمقاله بنویسد. سایر روزنامه‌های ایالتی موافقت نمودند و بوث در ۹ ژوئن به یک تجمع عظیم تاریخی ۱۳ ژوئیه در مقر کنگره ایالت ویسکانسین واقع مدیسون، دعوت شد.
بوث خود را دوباره تسلیم دادگاه فدرال نمود تا بایرون پین وکیلش از دادگاه عالی ویسکانسین در مورد حکم قرار احضار زندانی تجدید نظر خواهی نماید. دادگاه تحت رهبری قاضی دستیار آبرام دی. اسمیت، بوث را رها نمود و اعلام نمود که قانون بردهٔ فراری سال ۱۸۵۰ نه‌تنها که در مغایرت با قانون اساسی قرار دارد بلکه یک «قانون فتنه‌انگیز و ظالمانه» است. دادگاه فدرال با دعوت هیئت قضائی عالی در مدیسون به این گفته‌ها پاسخ داد که در نتیجه حکم بازداشت بوث صادر شد. علی‌رغم این همه، بوث در عقب صحنه در سازماندهی کنوانسیون ضد برده‌داری، تعیین اعضای هیئت رئیسه و تعیین مرام‌نامه حزب جمهوری‌خواه ویسکانسین، کار کرد. حزب جدید در رای‌گیری ماه نوامبر فوق‌العاده موفق بود و نه‌تنها یک نماینده کنگره بلکه مجلس قانون‌گذاری ایالتی را نیز به‌دست‌آورد که در نتیجه نخستین سناتور جمهوری‌خواه کشور، چارلز دورکی را انتخاب نمود.